# Meneng
Meneng este un district din Nauru cu aproximativ 1.400 locuitori și o suprafață de 3,1 km².